# Noorse elandhond
De (Noorse) elandhond is een hondenras dat geldt als vriendelijk, toegewijd aan zijn baas en bijzonder energiek. De oorsprong van de elandhond bevindt zich in Noorwegen waar de hond wordt gebruikt in de jacht op elanden. 

## Elandjacht
Er zijn twee manieren om de hond te gebruiken bij de elandjacht. Bij de ene manier wordt de hond aan een lange lijn gebruikt om het spoor van de eland te zoeken, te vinden en de jager er vervolgens heen te leiden. Bij de tweede manier werkt de hond los. Hij moet de eland vinden en stellen, dat wil zeggen dat hij het dier naar een plek moet zien te drijven waar hij niet weg kan en hem daar door zijn schelle geblaf te houden. De jager zal dan aan het geblaf horen waar hij heen moet. Omdat elanden zeer gevaarlijke dieren zijn wordt van de hond onverschrokkenheid, moed, intelligentie en uithoudingsvermogen verwacht. 

## Huisdier
De elandhond is een oplettende waakhond en geschikt als huisdier, maar heeft veel beweging nodig. Tijdens zijn jeugd heeft deze hond veel discipline nodig, zij het met een zachte hand. Een bijzonder kenmerk van de elandhond is dat hij vrijwel geen lichaamsgeur verspreidt. 
De Noorse elandhond komt in 2 variëteiten voor, de grijze en de zwarte, die zich hebben ontwikkeld tot erkende aparte rassen. De zwarte versie is iets kleiner dan de grijze.